# Dysdera ferghanica
Espèce
Dysdera ferghanica est une espèce d'araignées aranéomorphes de la famille des Dysderidae.

## Distribution
Cette espèce est endémique du Kirghizistan.

## Étymologie
Son nom d'espèce lui a été donné en référence au lieu de sa découverte, la vallée de Ferghana.

## Publication originale
- Dunin, 1985 : The spider family Dysderidae (Aranei, Haplogynae) in the Soviet Central Asia. Trudy Zoologicheskogo Instituta, Leningrad, vol. 139, p. 114-120.